# Марусин, Сергей Викторович
Сергей Викторович Мару́син (род. 1 апреля 1958, Канадей, Ульяновская область) — советский и украинский футболист, тренер. Мастер спорта СССР.
Образование высшее. Окончил Одесский педагогический институт.
Выпускник международных тренерских курсов в Киеве.

## Биография
Родился 1 апреля 1958 года в Канадее Николаевском районе Ульяновской области и год спустя вместе с родителями переехал в Днепропетровск, где начал играть в футбол в команде Днепропетровского гороно. Первый тренер — В. Г. Лапшин.
Воспитанник футбольной школы «Днепр-75» (тренер — Александр Васильевич Корольков).
В дубле «Днепра» отыграл два года, после чего оказался в одесском СКА, в составе которого отыграл десять полноценных сезонов и стал рекордсменом клуба по количеству сыгранных матчей (423), забил 69 мячей.
В 1988 году перешёл на тренерскую работу, став помощником главного тренера одесских армейцев Эдуарда Масловского, а в 1991 году возглавил СКА в качестве главного тренера, с которым пережил распад СССР и вылет из высшей украинской лиги.
В 1993 году совершил вояж в Алдан, где поиграл за местный клуб второй российской лиги «Металлург», при этом официально числился старателем по добыче золота.
Вернувшись на Украину, вновь возглавил СКА, а в сезоне-1997/98 переехал в Александрию, где руководил «Полиграфтехникой», расставшись с которой, сосредоточился на работе с любительскими коллективами Одесской области, за которые играл и сам.
Под руководством Марусина белгород-днестровский «Тирас-2500» четырежды (2001, 2002, 2004, 2005) выигрывал чемпионат области и становился обладателем Кубка области (2005), а одесский «Иван» — чемпионом Одессы (2005), дважды (2005, 2006) обладателем Кубка Одессы, обладателем Суперкубка Одессы (2006), обладателем Кубка области (2004), чемпионом Украины среди любителей (2005) и обладателем путёвки в Кубок регионов УЕФА.
В 2007 году возглавил одесскую ДЮСШ «Спартак» имени Игоря Беланова.
В составе одесского «Ришелье» является многократным чемпионом Украины среди ветеранов по футболу и мини-футболу, а в составе ветеранской сборной Украины — победителем чемпионата Европы и Кубка мира.